# Шария, Пётр Афанасьевич
Пётр Афана́сьевич Ша́рия (груз. პეტრე ათანასეს ძე შარია; 1902, село Тагелони, Сухумский округ, Кутаисская губерния — 1983) — советский партийный и государственный деятель, сотрудник ЧК/НКВД, депутат Верховного Совета СССР, профессор, доктор философских наук, академик АН Грузинской ССР.

## Биография
Родился в крестьянской семье. С 9-летнего (1911 г.) возраста и по 1918 г. работал на селе. В 1919—1920 гг. учился в Сухумской учительской семинарии, но не окончил её. В январе 1920 г. вступил в РКП(б). С сентября 1920 г. — учитель сельской школы в Сухумском округе.
С марта по июль 1921 г. — 2-й секретарь, член Президиума Гальского уездного комитета комсомола Грузии; затем заведовал сельской школой. С апреля 1922 г. — начальник Политического бюро Гальской уездной ЧК.
С сентября 1922 по сентябрь 1923 г. учился в Тифлисском университете. По окончании университета до июня 1924 г. — старший уполномоченный Закавказской транспортной ЧК.
С июня 1924 по декабрь 1925 г. учился в Академии коммунистического воспитания имени Н. К. Крупской.
С декабря 1925 г. преподавал марксизм-ленинизм в вузах Москвы:
- преподаватель вечернего рабочего факультета (декабрь 1925 — сентябрь 1927);
- доцент Коммунистического университета трудящихся Востока имени И. В. Сталина (сентябрь 1927 — май 1928); одновременно — парторг ВКП(б) Института философии Коммунистической Академии (1927—1928);
- доцент Института народного хозяйства имени Г. Е. Плеханова (сентябрь 1928 — июнь 1929);
- заведующий кафедрой диалектического материализма Московского химико-технологического института имени Д. И. Менделеева (февраль — декабрь 1929); одновременно учёный секретарь Коммунистической академии истории и философии (июнь — декабрь 1929) и доцент Коммунистического университета имени Я. М. Свердлова (сентябрь — декабрь 1929).

В январе 1930 г. вернулся в Грузию:
- заместитель председателя Общества воинствующих материалистов диалектики (январь 1930 — май 1931);
- профессор, заведующий кафедрой истории, философии Тифлисского педагогического института (сентябрь 1930 — март 1934);
- заведующий кафедрой истории философии и диалектического материализма Тифлисского государственного университета (сентябрь 1930 — март 1934);
- одновременно заведующий Сектором науки Народного комиссариата просвещения Грузинской ССР (сентябрь 1930 — август 1931);
- заместитель директора Тифлисского филиала Института Маркса—Энгельса—Ленина при ЦК ВКП(б) (март 1931 — март 1934).

С марта 1934 перешёл на партийную работу:
- заведующий Отделом партийной пропаганды, агитации и печати Тифлисского / Тбилисского городского комитета КП(б) Грузии (март 1934 — май 1937); одновременно заведующий Культурно-пропагандистским отделом Тифлисского городского комитета КП(б) Грузии (март 1934 — март 1935);
- заведующий Отделом школ и науки ЦК КП(б) Грузии (31 мая — 11 ноября 1937);
- заведующий отделом партийной пропаганды, агитации и печати ЦК КП(б) Грузии (11 ноября 1937 — сентябрь 1938; с июля 1938 — Отдел партийной пропаганды и агитации); одновременно ответственный редактор журнала «Большевик» (Тбилиси) (ноябрь 1937 — сентябрь 1938), директор Тбилисского филиала Института Маркса—Энгельса—Ленина при ЦК ВКП(б) (декабрь 1937—1938).

Был человеком, близким к Л. П. Берии, его референтом и консультантом по политическим вопросам, советником по вопросам внешней политики. Подготовил ряд работ, в которых возвеличивал своего покровителя.
В сентябре 1938 г. перешёл в центральный аппарат НКВД СССР:
- работал в Центральном архиве НКВД СССР (сентябрь — ноябрь 1938);
- начальник Секретариата НКВД СССР (8 ноября 1938 — 2 августа 1939); 28 декабря 1938 присвоено звание «старший майор государственной безопасности»; одновременно (с 30 апреля) — начальник 13-го отделения и заместитель начальника V («иностранного») отдела НКВД СССР;
- начальник Особого бюро при НКВД СССР (2 августа 1939 — 14 марта 1941);
- заместитель начальника I управления («разведывательное») НКВД СССР (11 августа 1941 — 16 августа 1943; с 14 мая 1943 — НКГБ СССР); 14 февраля 1943 г. присвоено звание комиссар государственной безопасности 3-го ранга.

С августа 1943 по 9 июня 1948 года — секретарь ЦК КП(б) Грузии по пропаганде и агитации, член Бюро ЦК КП(б) Грузии.
В послевоенное время выезжал в Париж для переговоров с грузинскими меньшевиками как доверенное лицо Берии и Сталина, готовил предложения по возвращению грузинских эмигрантов.
С мая 1948 по февраль 1952 г. — профессор философского факультета Тбилисского государственного университета им. И. В. Сталина.
15 февраля 1952 г. арестован как один из главных фигурантов дела так называемой «Мингрельской националистической группы», направленного против Берии. После смерти И. В. Сталина Берия немедленно прекратил дело, и в марте 1953 г. Шария был освобождён, 10 апреля 1953 г. реабилитирован и назначен помощником первого заместителя председателя Совета министров СССР (Л. П. Берии).
27 июня 1953 г. последовал арест; 28 сентября 1954 г. Военной коллегией Верховного суда СССР по ст. 17 и 58-1 «а» УК РСФСР приговорён к 10 годам тюремного заключения и 5 годам поражения в избирательных правах. Отбывал наказание во Владимирской тюрьме. Был освобождён в 1963 г., жил в Тбилиси, работал в АН Грузинской ССР.
Заключением Главной военной прокуратуры от 14 августа 2012 года Шария П. А. реабилитирован.

## Научная деятельность

### Избранные труды
- Шария П. А. Величайший программный документ коммунизма [К 100-летию «Манифеста коммунистической партии»]. — Тбилиси: Заря Востока, 1948. — 36 с. — 5000 экз.
- Шария П. А. Гегелевская философия в оценке классиков марксизма-ленинизма. — Тбилиси: тип. им. Мясникова, 1944. — 43 с. — 3000 экз.
- Шария П. А. Краткий очерк философии Спинозы : Стенограмма доклада. — Тифлис: Закгиз, 1933. — 74 с.
- Шария П. А. О некоторых вопросах коммунистической морали. — М., 1951. — 280 с. — 30 000 экз.
- Шария П. А. Под знаменем Ленина. — Тбилиси: Госиздат, 1934.
- Шария П. А. Пути развития грузинской советской литературы : Стенограмма доклада / Пер. с груз. — Тбилиси, 1946. — 80 с. — 5000 экз.

## Награды
- орден Красного Знамени (26.4.1940, № 4438) — за успешное выполнение заданий Правительства по охране государственной безопасности
- знак «Заслуженный работник НКВД» (04.02.42)
- орден Красной Звезды (20.9.1943, № 363365)
- орден Ленина (7.1.1944, № 14507)
- Орден Отечественной войны 1-й степени (24.2.1946, № 293206)
- две медали.